# Karol Lotaryński
Karol Aleksander Lotaryński (Karl Alexander von Lothringen, ur. 12 grudnia 1712 w Lunéville, zm. 4 lipca 1780 w Tervuren) – książę Lotaryngii i Baru, austriacki marszałek polny, namiestnik Niderlandów Austriackich w latach 1744–1780, wielki mistrz zakonu krzyżackiego w latach 1761–1780, syn Leopolda Józefa Lotaryńskiego i Elżbiety Charlotty Burbon-Orleańskiej, młodszy brat cesarza Franciszka I Lotaryńskiego.

## Życiorys
Pochodził z alzackiej dynastii Vaudémont rządzącej księstwem Lotaryngii i Baru od XV wieku. Od najmłodszych lat przygotowywany był do kariery wojskowej.
W 1736 roku osiadł w Wiedniu i wstąpił na służbę do armii austriackiej. W latach 1737–1738 walczył w wojnie z Turcją. 22 listopada 1740 roku został awansowany na stopień marszałka polnego. Później uczestniczył w wojnie z Królestwem Prus. Był głównodowodzącym wojsk cesarskich i austriackich w wielu bitwach podczas wojen śląskich m.in.: pod Chotusicami, pod Dobromierzem i pod Pragą.
7 stycznia 1744 roku ożenił się z Marią Anną Habsburg, młodszą siostrą cesarzowej Marii Teresy. Od 1744 roku pełnił funkcję Namiestnika Niderlandów, rezydował przez pewien czas w Brukseli, a później dowodził armią cesarską nad Renem. 
Klęska pod Hohenfriedberg w 1745 roku zmusiła dwór do odwołania go ze stanowiska. Powrócił do Wiednia, ale został ponownie przywrócony na dowódcę armii w Niderlandach. W 1746 roku poniósł kolejną wielka klęskę pod Roucoux, która zadecydowała o jego dymisji.
Na pole bitwy powrócił dopiero w latach 50. XVIII wieku. 6 maja 1757 roku poniósł klęskę pod Pragą, ale w listopadzie 1757 roku udało mu się zdobyć Wrocław. W grudniu 1757 roku po klęsce w bitwie pod Lutynią ostatecznie pożegnał się z karierą wojskową. Został odwołany ze wszystkich zajmowanych stanowisk i powrócił do Belgii, gdzie okazał się być rozsądnym gospodarzem. 
W 1761 roku kapituła generalna zakonu krzyżackiego wybrała go swoim wielkim mistrzem. Jako zwierzchnik tej kongregacji przyczynił się do utworzenia szpitala dla weteranów wojennych Carolinum, wsparł też kilka fundacji kościelnych.
Był żonaty tylko raz. Z małżeństwa z Marią Anną Habsburg urodziło mu się jedno dziecko, które zmarło 16 grudnia 1744 roku wraz z matką.
Karol Aleksander Lotaryński pochowany został w Nancy.